# Cetatea Crăciuna
Cetatea Crăciuna este o cetate muntenească aflată astăzi pe teritoriul județului Vrancea. Ea datează din secolele XIII-XV, fiind fortificată de către domnitorul Ștefan cel Mare pentru a asigura un avanpost în calea incursiunilor turcești.

## Istoric
Cetatea Crăciuna a fost ridicată, pe un teritoriu, azi încă controversat, de către Radu cel Frumos (cca. 1437/1439-1475), domn al Țării Românești, aproape de locul Socilor.

Cetatea este cucerită în 1482 de Ștefan cel Mare (1438/1439-1504), domn al Moldovei. În Letopisețul de la Putna nr. I stă scris că: „În anul 6990 [1482], martie 10, a luat Ștefan voievod cetatea Crăciuna.” Până la 1482 Țara Vrancei a fost teritoriu al Munteniei. După ce Ștefan cel Mare îl învinge pe Basarab al IV-lea cel Tânăr (Țepeluș) și alipește cetatea Crăciuna, hotarul Moldovei a fost mutat pe Milcov. Din acel moment, Țara Vrancei a ținut de Moldova. 
Târgul nu a supraviețuit luptelor și obișnuitelor distrugeri ce le însoțeau, la sfârșitul secolului al XV-lea și începutul secolului următor, decăzând la nivelul unui sat. 
În apropierea orașului Odobești există un loc numit „la Cetățuie”, unii cronicari și istorici afirmând că pe Dealul Odobeștilor se afla în trecut Cetatea Crăciuna. 
La a XXXIX-a Sesiune Națională de Rapoarte Arheologice, organizată de Compartimentul Arheologie din cadrul Ministerului Culturii și Cultelor și de Muzeul „Callatis” din Mangalia, arheologul dr. Victor Bobi, alături de muzeografii Aurel Nicodei și Aurora Emilia Apostu, a susținut, pe baza cercetărilor arheologice efectuate în anul 2004, o nouă ipoteză privind localizarea mult căutatei cetăți Crăciuna, și anume la Florești (Câmpineanca), lângă Focșani. 

## Literatură
- Constantin C. Giurescu: Probleme controversate în istoriografia română, editura Albatros, 1977
- Gheorghe I. Cantacuzino: Cetăți medievale din Țara Românească în secolele XIII-XVI, 2001, ISBN 9789734503711, 9734503715